# Świtezianka błyszcząca
Świtezianka błyszcząca, świtezianka lśniąca (Calopteryx splendens) – gatunek ważki równoskrzydłej z rodziny świteziankowatych (Calopterygidae). Występuje od zachodniej Europy po jezioro Bajkał i północno-zachodnie Chiny. Jest pospolity i szeroko rozprzestrzeniony w całym zasięgu występowania, również w Polsce. Spotykany jest głównie nad brzegami rzek i strumieni.
Ubarwienie samców jest metaliczno-niebieskie, niekiedy o zielonkawym odcieniu z przezroczystymi skrzydłami z wyjątkiem niebieskiej owalnej plamy, o różnej szerokości, umiejscowionej pośrodku ich długości, pozostawiającej nasadę i koniec skrzydła przezroczystymi.
Samice są metaliczno-zielone z przezroczystymi skrzydłami o jasnozielonym użyłkowaniu. Rozpiętość skrzydeł wynosi około 70 mm, a długość ciała około 50 mm. Larwy występują pospolicie najczęściej w płynących wodach dużych nizinnych rzek.
Samica składa jaja na roślinach wodnych pod powierzchnią wody zanurzając odwłok, a czasami całe ciało. Pod wodą może przebywać do 28 minut. Larwy zimują w wodzie, imagines pojawiają się od połowy maja do połowy sierpnia.